# Shogun: Total War
Shogun: Total War – komputerowa gra strategiczna, łącząca w sobie elementy strategii turowej oraz strategii czasu rzeczywistego, stworzona przez firmę The Creative Assembly i wydana 13 czerwca 2000 roku przez firmę Electronic Arts. Jest pierwszą częścią serii Total War. W 2001 roku ukazał się do niej dodatek – The Mongol Invasion. Wydano także edycję Warlord Edition, która zawiera podstawową wersję gry wraz z rozszerzeniem. W 2011 roku ukazał się sequel o nazwie Total War: Shogun 2.

## Rozgrywka
Akcja gry toczy się w feudalnej Japonii w XVI wieku, czyli w okresie Sengoku. Gracz ma do wyboru jeden z siedmiu klanów Japonii: Shimazu, Mōri, Oda, Imagawa, Takeda, Hōjō i Uesugi. W grze występują także buntownicy i rōninowie zaznaczeni na mapie kolorem białym.
Celem gracza jest osiągnięcie tytułu sioguna poprzez podbicie całej Japonii i pokonanie wszystkich przeciwników. Oprócz standardowych jednostek dla gier tego typu do dyspozycji graczy oddano także: wojowników ninja, samurajów, wojowniczych mnichów itd.

## Shogun: Total War – The Mongol Invasion
Pod względem mechaniki dodatek jest zbliżony do innych gier z serii. Akcja toczy się na dwóch płaszczyznach. Pierwszą z nich jest gra na mapie kampanii rozgrywana w turach. Gracz kieruje wówczas jednym z kilku klanów, mając kontrolę nad gospodarką, dyplomacją, wojskiem itd. Kiedy spotykają się dwie armie, dochodzi do potyczki, nad którą dowodzenie można przekazać komputerowi albo samemu stoczyć na mapie bitewnej. Względem podstawowej wersji gry poprawiono sztuczną inteligencję przeciwnika, która została znacznie dopracowana. Grę pozytywnie ocenił Krzysztof Żołyński z portalu Gry-Online.